# شورنوخ
شورنوخ (به ارمنی: Շուռնուխ) یک سکونتگاه مسکونی در ارمنستان است که در استان سیونیک واقع شده‌است.  در  کیلومتری جنوب کاپان، مرکز استان سیونیک واقع شده است.

## خصوصیات
شورنوخ ۸٫۸۳ کیلومترمربع مساحت و ۲۰۷ نفر جمعیت دارد و در ارتفاع  متر بالاتر از سطح دریا قرار گرفته است.